# 황금건초지사향고양이
황금건초지사향고양이(Paradoxurus stenocephalus)는 사향고양이과에 속하는 스리랑카 고유종이다. 황금건초지팜시벳(golden dry-zone palm civet)으로도 불린다. 황금습지사향고양이와 같은 종으로 간주했었지만, 최근에 신종으로 확인되었다.

## 특징
모피는 근연종 황금습지사향고양이처럼 황금빛 갈색을 띤다. 그러나 어깨부터 궁둥이의 꼬리 부분까지 이어지는 짙은 갈색 줄무늬(보통 3줄의 줄무늬)로 명확히 구별된다. 배 부분은 연한 황금빛 갈색이며, 등 쪽과 배 쪽 부분의 색상 구별이 명확하기 때문에 쉽게 구별할 수 있다.

## 분포
최근 덫에 걸린 황금건초지사향고양이에 관한 조사에 의하면, 하푸탈레와 근처 도시의 윌파투 국립공원에서 서식하는 것으로 추정된다.

## 분류
아주 초기에는 스리랑카에 서식하는 3종의 토착종 모두 단일종 황금습지사향고양이으로 간주했다. 그러나 최근 황금습지사향고양이 표본에 대한 형태학적 연구를 통해, 아시아사향고양이속에 속하는 3종의 별도 종으로 분리했다. 나머지 2종은 스리랑카갈색사향고양이(Paradoxurus montanus)와 황금건초지사향고양이(Paradoxurus stenocephalus)이다.